# 康仲伦
康仲伦（1932年—），男，四川崇庆人，中华人民共和国政治人物，曾任中华人民共和国轻工业部副部长。